# 名古屋外国語大学の人物一覧
名古屋外国語大学の人物一覧は名古屋外国語大学に関係する人物の一覧記事。

## 著名な教職員
- 亀山郁夫（かめやま・いくお）
- 高瀬淳一（たかせ・じゅんいち）
- 福田眞人 （ふくだ・まひと）

## OB・OG

### 政界
- 東郷哲也 - 元衆議院議員

### 文学
- 栗田有起 - 1994年外国語学部英米語学科卒。小説家。2002年に『ハミザベス』ですばる文学賞受賞。芥川賞候補に挙がった。

### 芸能
- 牧野紗弥 - ファッションモデル。昭和シェル石油キャンペーンガール。2006年国際経営学部国際経営学科卒。
- 元井康平 - 俳優。2009年現代国際学部国際ビジネス学科（現グローバルビジネス学科）卒[1]。

### マスコミ
- 櫻木瑶子 - 2005年国際経営学部卒。キャスター。元日本スポーツ振興センター職員。